# Норцов Пантелеймон Маркович
Норцов Пантелеймон Маркович (15 березня 1900 — 15 грудня 1993) — оперний співак (баритон) та вокальний педагог. Народний артист РРФСР (1947). Лауреат Сталінської премії першого ступеня (1942).
Народився 15 (28) березня 1900 року в селі Пасківщина Полтавської губернії. У дитинстві співав у церковному хорі.
У 1925 році закінчив Київську консерваторію імені П. І. Чайковського (клас В. А. Цвєткова). Був солістом оперних театрів Харкова та Києва. У 1925—1954 роках соліст ДАВТ СРСР. У 1951—1962 роках викладав в МПІ імені Гнесіних, з 1962 року — в МДК імені П. І. Чайковського (з 1973 року — професор).
Похований в Москві на Ваганьковському кладовищі.